# آرام یرمیان
آرام گارگینی یرمیان (ارمنی: Արամ Գարեգինի Երեմյան؛  زادهٔ ۱۲ مارس ۱۸۹۸ - درگذشته ۳ اوت ۱۹۷۲)، نویسنده، ادیب و تاریخ‌نگار هنر اهل ارمنستان بود.

## زندگی‌نامه
وی در ۱۲ مارس ۱۸۹۸ در مرزیفون به دنیا آمد و از دانشکده تاریخ دانشگاه وین فارغ‌التحصیل گشت.  وی در ۳ اوت ۱۹۷۲ در سن ۷۴ سالگی در بندر پهلوی درگذشت.